# Kość miedniczna

Kość miedniczna u człowieka

Kość miedniczna (łac. os coxae, os pelvis) – parzysta kość wchodząca w skład obręczy kończyny dolnej lub tylnej. Kości miedniczne łączą się z sobą w części przedniej za pomocą spojenia łonowego, w części tylnej łączą się z kością krzyżową. Dwie kości miedniczne i kość krzyżowa tworzą miednicę (łac. pelvis). 
Każda z kości miednicznych składa się z:
- kości biodrowej (łac. os ilium)
- kości kulszowej (łac. os ischii)
- kości łonowej (łac. os pubis).

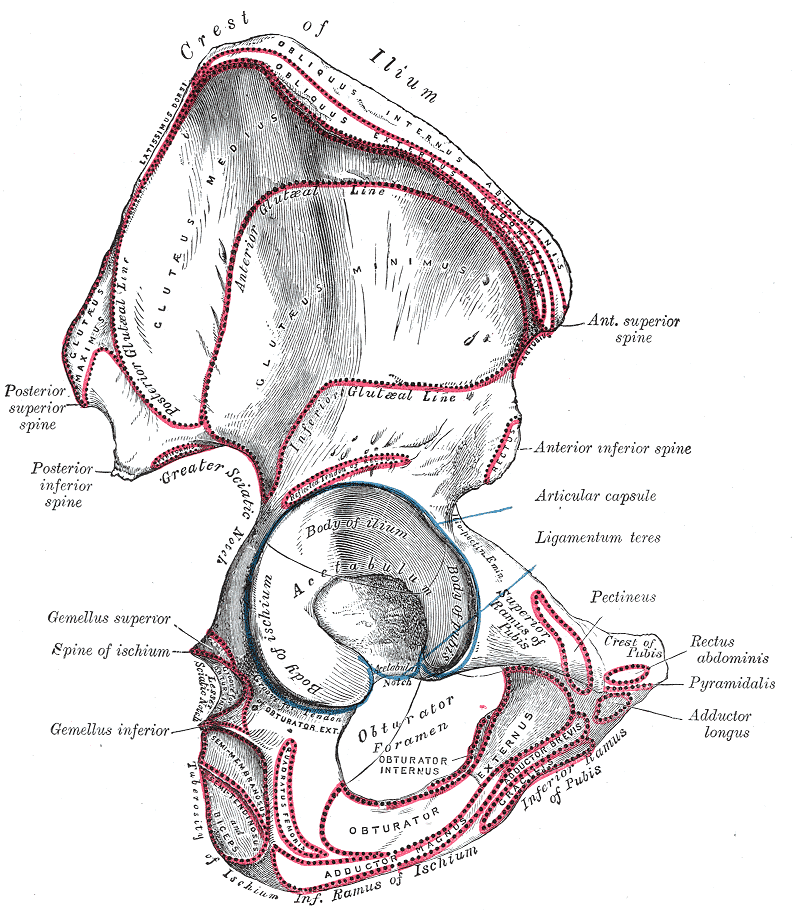
Zewnętrzna powierzchnia kości miednicznej

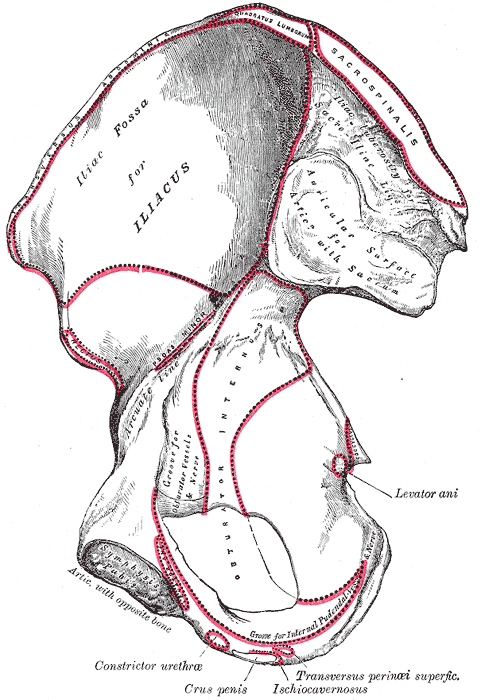
Wewnętrzna powierzchnia kości miednicznej

Kość miedniczna zwierząt kręgowych jest silnie wykształcona, co związane jest z koniecznością dźwigania większości ciała oraz przez to, że stanowi połączenie z kośćmi kończyny tylnej (dolnej), która jest elementem napędowym zwierzęcia. Jest silnie złączone z kręgosłupem. W czasie embriogenezy przechodzi stadium chrzęstne. W obrębie tej kości znajduje się panewka stawowa (łac. acetabulum) dla głowy kości udowej. W kierunku dogrzbietowym od wspomnianej panewki znajduje się wyrostek biodrowy (łac. processus iliacus). W okolicy kości łonowej znajduje się otwór zasłonowy (łac. foramen obturatorium).
Wszystkie kości wchodzące w skład kości miednicznej biorą udział w wytworzeniu panewki. Panewka jest głębokim kubkowatym dołem. Jest u dołu przerwana przez wcięcie panewki, które prowadzi do dołu panewki znajdującego się w jej dnie. Do brzegu panewki, który stanowi obwodową wargę powierzchni księżycowatej przyczepia się obrąbek panewki, który ponad wcięciem panewki wytwarza więzadło poprzeczne panewki. Powierzchnie księżycowate stanowią powierzchnie stawowe w stawie biodrowym.
Kości miedniczne są słabo wykształcone u ryb, dobrze skostniałe pojawiają się u płazów meandrowców, u których łączyły się z jednym kręgiem krzyżowym. Podobną miednicę, ale mniej skostniałą mają współczesne płazy ogoniaste – część łonowa może w ogóle nie kostnieć. U niektórych gatunków występuje tzw. wyrostek przedłonowy (łac. epipubis). U płazów bezogonowych kości biodrowe są wydłużone, a pozostałe elementy są zredukowane i są kształtu owalnego. U płazów beznogich miednica nie występuje. W porównaniu do miednicy meandrowców podobną budowę wykazywały także najstarsze gady – z tą różnicą, że była ona silniej połączona z kręgosłupem. U synapsydów pojawia się po raz pierwszy otwór zasłonięty. U gadów współczesnych miednica utworzona jest z drobnych, wydłużonych trzech kości. U gadów o zredukowanych kończynach zanika także miednica z wyjątkiem dusicieli, u których jest narządem szczątkowym. U ptaków kość biodrowa jest silnie rozwinięta i na długim odcinku silnie łączy się z kręgosłupem. Kości biodrowe ssaków rozbudowane są silnie ku przodowi. U ssaków wodnych ulegają redukcji.

## Kość miednicza człowieka
Fizjologiczne typy miednicy kobiecej:
- typ ginekoidalny (kobiecy)
- typ androidalny (męski)
- typ antropoidalny (człekokształtny)
- typ platypeloidalny (płaski)
- typ asymetryczny
- typy pośrednie